# Bruce Kendall
Anthony Bruce Kendall (Papakura, 27 de junho de 1964) é um velejador neo-zelandês, campeão olímpico e mundial de windsurfing.

## Carreira
Bruce Kendall representou seu país nos Jogos Olímpicos de 1984, 1988 e 1992, na qual conquistou a medalha de ouro em 1988, e a prata em 1992 nas classes Windglider e Lechner. 